# Córdoba Open 2023
Córdoba Open 2023 — тенісний турнір, що проходив на ґрунтових кортах у місті Кордова (Аргентина) з 6 по 12 лютого. Належав до категорії ATP 250.

## Фінальна частина

### Одиночний розряд
Себастьян Баес —  Федеріко Корія 6–1, 3–6, 6–3

### Парний розряд
Максімо Гонсалес /  Андрес Мольтені —  Садіо Думбія /  Фаб'єн Ребуль 6–4, 6–4